# Rineloricaria felipponei
Rineloricaria felipponei är en fiskart som först beskrevs av Fowler, 1943.  Rineloricaria felipponei ingår i släktet Rineloricaria och familjen Loricariidae. Inga underarter finns listade i Catalogue of Life.